# Shōchū
Shōchū (japanska: 正中?, Shōchū), 1324–1326, är en period i den japanska tideräkningen. Kejsare var Go-Daigo och shogun Morikuni Shinnō.
Namnet på perioden är hämtat från ett citat ur I Ching.
Perioden har gett namn åt Shōchūincidenten i Kyoto, då en konspiration mot shogunen avslöjas.